# Estadio Félix Capriles
Das Estadio Félix Capriles ist ein Fußballstadion mit Leichtathletikanlage in der bolivianischen Stadt Cochabamba im gleichnamigen Departamento. Es bietet 32.000 Plätze und ist die Heimspielstätte der Fußballvereine Club Jorge Wilstermann, Club Aurora und dem Club Enrique Happ. Es wird auch für größere Konzerte in Cochabamba genutzt.

## Galerie

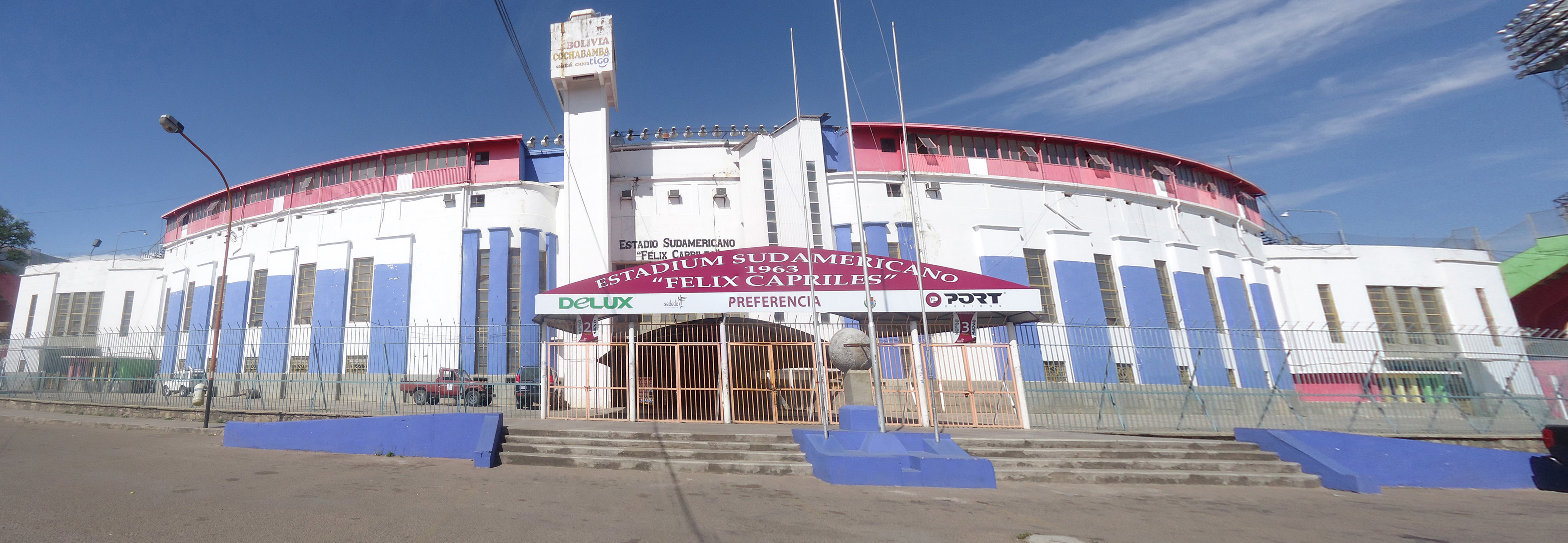
Panorama des Haupteinganges (September 2013)
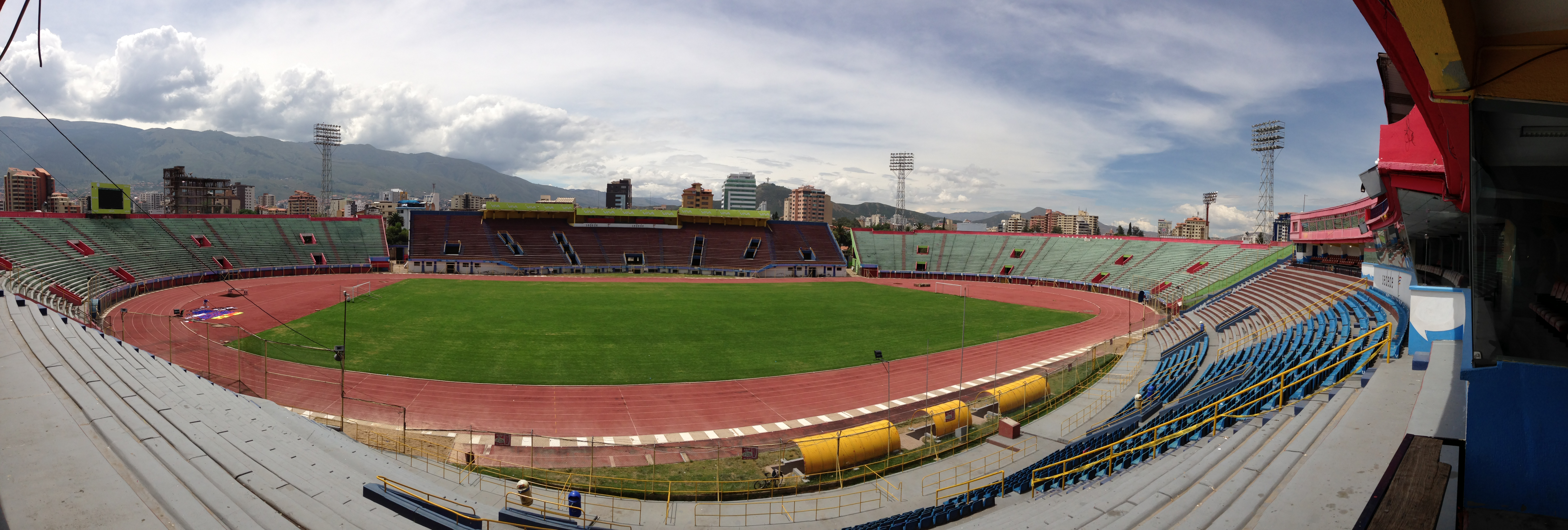
Innenraumpanorama vom März 2013